# Шевякина (Брянская область)
Шевякина — деревня в Брасовском районе Брянской области, в составе Веребского сельского поселения. 
 Расположена в 2 км к юго-западу от села Турищево. Население — 1 человек (2024).

## История
Упоминается с XVII века в составе Глодневского стана Комарицкой волости; до 1778 года в Севском уезде, в 1778—1782 гг. в Луганском уезде. В XIX веке — владение Кушелевых-Безбородко; состояла в приходе села Турищева.
С 1782 по 1928 гг. — в Дмитровском уезде Орловской губернии (с 1861 — в составе Турищевской, позднее Веребской волости; с 1923 в Глодневской волости). С 1929 года — в Брасовском районе.
С 1920-х гг. по 1954 и в 1997—2005 гг. в Турищевском сельсовете, в 1954—1997 в Чаянском сельсовете.

## Население
| Годы      | 1858 | 1866 | 1878 | 1897 | 1920 | 1926 | 1979 | 1989 | 2002 | 2010 | 2024 |
| --------- | ---- | ---- | ---- | ---- | ---- | ---- | ---- | ---- | ---- | ---- | ---- |
| Население | 437  | 471  | 522  | 535  | 665  | 574  | 155  | 100  | 57   | 24   | 1    |